# رابرت دی. مارکوس
رابرت دی. مارکوس (به انگلیسی: Robert D. Marcus) (زاده ۱۹۶۵) کارآفرین، بازرگان و مدیر ارشد اجرایی آمریکایی است، که در حال حاضر به‌عنوان مدیر عامل اجرایی و رئیس هیئت مدیره شرکت تایم وارنر کیبل فعالیت می‌کند.